# 鎌倉大地震
鎌倉大地震（かまくらだいじしん）とは、正応6年4月12日（ユリウス暦1293年5月19日, 以下の西暦換算はユリウス暦）以降に関東地方南部に被害をもたらした地震。震源域は鎌倉周辺、規模はM7以上と推定される。永仁の関東地震、鎌倉強震地震、永仁鎌倉地震、建長寺地震などさまざまな名で呼ばれている。

## 概要
鎌倉幕府護持僧の親玄による『親玄僧正日記』（『醍醐寺日記』）は、地震の日付を正応6年4月13日卯刻（午前6時頃）、『鎌倉年代記裏書』（『北條九代記』）は、正応6年4月13日寅刻（午前4時頃）としている。一方、『鎌倉大日記』には、正応5年4月12日と正応6年4月12日の両方の日付の地震が記されているが、正応5年の記事は年号の誤りと考えられている。当時は一日の境界を夜明け前とすることが多く厳密でなかったため、今日では「十三日午前4時」だが、当時は「十二日夜寅刻」といった表記もありうる。
『親玄僧正日記』には、建長寺が倒壊後に炎上、由比ヶ浜の鳥居付近では140人もの死体が転がり、幾千もの死者が出たと記されている。『鎌倉年代記裏書』には大規模な山崩れが各所で発生して、大慈寺が土砂に飲み込まれた他、寿福寺・円覚寺が倒壊して炎上したことが記されており、23,034人もの死者が発生したとされている。『鎌倉大日記』では、翌日にも余震と思われる地震の記述が残されており、建造物の倒壊のほか多数の土砂災害などが発生したとある。『親玄僧正日記』によると以後も21日まで断続的に地震が続いており、特に21日には一日に6回も振動があったと記されている。また、この震災による混乱を契機とし、22日に鎌倉幕府執権・北条貞時は、当時幕府内で専横を振るっていた平頼綱（杲円）邸への襲撃を命令し、頼綱父子の討伐に成功した（平禅門の乱）。朝廷では、地震の発生や、この後（6月から8月）発生した干魃等を重視し、同年8月5日（9月6日）に永仁への改元を行っている。
2008年、東京大学地震研究所では、三浦半島小網代湾の堆積物に着目、分析を進めた結果、13世紀頃に発生したと推定される大津波の痕跡を見いだしている。
この地震の約36年前の正嘉元年8月23日（1257年10月2日）にも関東地方南部に被害をもたらせた正嘉鎌倉地震（M7.0 - 7.5）が発生している。
プレート間の相対速度と、100％に近いと考えられるプレート間の地震滑り率から、相模トラフ沿いではプレート間巨大地震の再来間隔を200-300年程度と考えるのが自然である。しかし、歴史記録上では1923年関東地震と1703年元禄地震以前のプレート間巨大地震が知られていなかった。一方、中世には1241年、1257年、1293年、1433年などM7クラスとされてきた鎌倉付近に被害をもたらした地震がいくつか知られている。これらの内どれかが相模トラフ沿いの巨大地震だった可能性はある。本地震に津波の記載は確認できていないが、『親玄僧正日記』にある由比ヶ浜の鳥居付近で140人もの死体が転がっていた記述は津波による可能性もあり、本地震は相模トラフ沿いの巨大地震の有力な検討候補とされる。
峰岸純夫は『中世 災害・戦乱の社会史』（2011年）15頁において、直下型地震で極浅、震源地は相模陸地の丹沢付近かと記しており、推定マグニチュードは7.1としている。
2014年、内閣府の地震調査委員会は、M8クラスの相模トラフ地震と評価している。しかし、本地震は相模トラフ巨大地震の有力候補とはされるものの、地震調査委員会は歴史地震学的な検討を充分に行わず本地震をM8級の相模トラフ沿いのプレート間地震と認定したが、1257年の正嘉鎌倉地震もセットで再検討したうえで結論を出す必要があるとされる。
2015年4月に政府の地震調査委員会は評価を変更し、相模トラフと分岐断層である国府津（こうづ）－松田断層帯が連動して地震が起こったとした。